# Zwartstreepuil
De zwartstreepuil (Hyppa rectilinea) is een vlinder uit de familie uilen (Noctuidae). De wetenschappelijke naam is voor het eerst geldig gepubliceerd in 1788 door Esper.
De soort komt voor in Europa.